# Honckenya
Genre
Honckenya est un genre de plantes herbacées de la famille des Caryophyllaceae.

## Liste d'espèces
Le genre Honckenya compte 8 espèces :
- Honckenya ficifolia, Ouest Panama, Costa Rica
- Honckenya frigida,
- Honckenya maritima
- Honckenya minor
- Honckenya oblongifolia, Russie
- Honckenya parva
- Honckenya peploides, Europe occidentale, Amérique du Nord
- Honckenya polyandra